# Beovoz
Beovoz – system kolei podmiejskiej w Belgradzie. Obecnie podlega Serbskim Kolejom Państwowym (Železnice Srbije). Łączy belgradzkie osiedla i podbelgradzkie miejscowości (np. Pančevo) z centralnymi częściami miasta. Linia Nova Pazova – Mladenovac liczy ponad 70 km.

## Historia
Pierwsze trzy składy Beovozu wyruszyły na trasy w 1992 roku. Wówczas Beovoz obsługiwał trzy linie: w kierunku miejscowości Batajnica (zachód), w kierunku Pančeva (północ) oraz w kierunku miejscowości Resnik (południe). Centrum operacyjne Beovozu znajduje się na stacji Belgrad Centrum (Beograd Centar), znanej pod nazwą Prokop. Rozwój Beovozu nastąpił dzięki uruchomieniu stacji podziemnej Vukov spomenik w 1995 roku.

## Linie
Obecnie (w pierwszej połowie 2007 roku) Beovoz obsługuje sześć linii:
1. Stara Pazova-Batajnica-Beograd Centar-Pančevo Vojlovica
2. Ripanj-Resnik-Rakovica-Pančevo Vojlovica
3. Stara Pazova-Batajnica-Beograd Centar-Rakovica-Resnik-Ripanj
4. Zemun-Beograd Centar-Rakovica-Valjevo
5. Nova Pazova-Batajnica-Beograd Centar-Rakovica-Resnik-Mladenovac
6. Stara Pazova-Batajnica-Beograd Centar-Rakovica-Mala Krsna